# Philoscia lifuensis
Philoscia lifuensis is een pissebed uit de familie Philosciidae. De wetenschappelijke naam van de soort is voor het eerst geldig gepubliceerd in 1900 door Thomas Roscoe Rede Stebbing.